# Carlos Fernández Shaw
Carlos Fernández Shaw (Cadice, 23 settembre 1865 – Madrid, 7 giugno 1911) è stato un poeta e scrittore spagnolo.

## Biografia
Nacque da padre spagnolo e madre inglese e si avviò agli studi classici. Frequentò le scuole primarie e secondarie a Cadice dedicandosi sin da giovane alla poesia. Ancora da studente vinse diversi premi di poesia nella sua città natale e nel 1883 scrisse la sua prima raccolta di poesie Poesías, e quattro anni più tardi Tardes de Abril y Mayo. Si trasferì poi a Madrid dove studiò diritto all'Università laureandosi.
Scrisse per diversi quotidiani e settimanali spagnoli e fu prima professore e poi preside alla facoltà di diritto dell'Università madrilena. Dedicò la sua vita alla poesia ed alle lettere scrivendo diversi testi teatrali e libretti per zarzuele e opere. Fra queste si ricordano i libretti per le opere Margarita la tornera di Ruperto Chapí e La vida breve di Manuel de Falla. Tentò il suicidio con il veleno ma morì dopo diversi giorni di sofferenze indescrivibili.
Uno dei suoi discendenti, Carlos Fernández Shaw, fu console generale spagnolo negli Stati Uniti alla fine del XX secolo e coautore del libro  The Hispanic Presence in North America.